# 寨河
寨河，古称壑水，是淮河上游右岸一条支流，位于河南省东南部，发源于新县西北部千斤乡大塘村仰天窝林场，由西南向东北流经光山县西部，之后沿着潢川县与光山县及息县边界直至汇入淮河。全长90公里，流域面积805平方公里。